# أندرو بروستر
أندرو بروستر (1 فبراير 1997 في المملكة المتحدة - ) (بالإنجليزية: Andrew Brewster)‏ هو لاعب كريكت بريطاني.

## وصلات خارجية
- أندرو بروستر على موقع إي آس بي آن كريك إنفو (الإنجليزية)